# Креатинкіназа B
Креатинкіназа (англ. Creatine kinase B) – білок, який кодується геном CKB, розташованим у людей на короткому плечі 14-ї хромосоми.  Довжина поліпептидного ланцюга білка становить 381 амінокислот, а молекулярна маса — 42 644.
| 10         |  | 20         |  | 30         |  | 40         |  | 50         |
| ---------- |  | ---------- |  | ---------- |  | ---------- |  | ---------- |
| MPFSNSHNAL |  | KLRFPAEDEF |  | PDLSAHNNHM |  | AKVLTPELYA |  | ELRAKSTPSG |
| FTLDDVIQTG |  | VDNPGHPYIM |  | TVGCVAGDEE |  | SYEVFKDLFD |  | PIIEDRHGGY |
| KPSDEHKTDL |  | NPDNLQGGDD |  | LDPNYVLSSR |  | VRTGRSIRGF |  | CLPPHCSRGE |
| RRAIEKLAVE |  | ALSSLDGDLA |  | GRYYALKSMT |  | EAEQQQLIDD |  | HFLFDKPVSP |
| LLLASGMARD |  | WPDARGIWHN |  | DNKTFLVWVN |  | EEDHLRVISM |  | QKGGNMKEVF |
| TRFCTGLTQI |  | ETLFKSKDYE |  | FMWNPHLGYI |  | LTCPSNLGTG |  | LRAGVHIKLP |
| NLGKHEKFSE |  | VLKRLRLQKR |  | GTGGVDTAAV |  | GGVFDVSNAD |  | RLGFSEVELV |
| QMVVDGVKLL |  | IEMEQRLEQG |  | QAIDDLMPAQ |  | K          |  |            |

A: Аланін

C: Цистеїн

D: Аспарагінова кислота

E: Глутамінова кислота

F: Фенілаланін

G: Гліцин

H: Гістидин

I: Ізолейцин

K: Лізин

L: Лейцин

M: Метіонін

N: Аспарагін

P: Пролін

Q: Глутамін

R: Аргінін

S: Серин

T: Треонін

V: Валін

W: Триптофан

Цей білок за функціями належить до трансфераз, кіназ. 
Білок має сайт для зв'язування з АТФ, нуклеотидами. 
Локалізований у цитоплазмі.